# Эванс, Эванс
Эванс Эванс (англ. Evans Evans; 26 ноября 1936, Блуфилд, Западная Виргиния — 16 июня 2024) — американская актриса, сыгравшая Велму Дэвис в фильме 1967 года «Бонни и Клайд».

## Биография
Родившись в Блюфилде, штат Западная Вирджиния, Эванс снялась более чем в 25 художественных фильмах и телевизионных проектах, включая эпизод «Сто ярдов до края» сериала «Сумеречная зона» (1961), эпизод «Кровь Харпа» сериала «Дымок из ствола» (1961), эпизод «Большой куш» сериала «Альфред Хичкок представляет», эпизод «Я видел всё» сериала «Час Альфреда Хичкока» в роли Пенни Сэнфорд (1962) и эпизод «История Джона Гаррисона» сериала «Обоз» в роли Мелоди Дрейк (1963).
В 1957 году Эванс сыграла роль Флирт Конрой в спектакле «Тьма наверху лестницы» в театре Музыкальная шкатулка на Бродвее, работая с Терезой Райт, Пэтом Хинглом и Сэнди Деннис.
Эванс сыграла не указанную в титрах роль в фильме своего мужа «Большой приз» (1966).

## Личная жизнь
Эванс вышла замуж за режиссёра Джона Франкенхаймера 13 декабря 1963 года, и они оставались в браке до его смерти 6 июля 2002 года. Эванс умерла 16 июня 2024 года, в возрасте 91 года.

## Фильмография
- 1962 — Альфред Хичкок представляет / Alfred Hitchcock Presents (телесериал, эпизод «Большой куш») — Дора
- 1962 — Час Альфреда Хичкока / The Alfred Hitchcock Hour (телесериал, эпизод «Я видел всё это») — Пенни Сэнфорд
- 1962 — Всё рушится[англ.] / All Fall Down — Хеди
- 1966 — Большой приз / Grand Prix — миссис Рэндольф (в титрах не указана)
- 1967 — Бонни и Клайд / Bonnie and Clyde — Велма Дэвис
- 1973 — Недостижимая цель / L'Impossible Objet — Элизабет
- 1973 — Продавец льда грядёт / The Iceman Cometh — Кора
- 1979 — Пророчество[англ.] / Prophecy — виолончелистка
- 1989 — Насмерть / Dead-Bang — миссис Гебхардт
- 1994 — Боишься ли ты темноты? / Are You Afraid of the Dark? (телесериал) — тихий библиотекарь